# Dipartimento di Kouassi-Kouassikro
Il dipartimento di Kouassi-Kouassikro è un dipartimento della Costa d'Avorio situato nella regione di N'Zi, distretto di Lacs.
Nel censimento del 2014 è stata rilevata una popolazione di 29.612 abitanti. 
Il dipartimento è suddiviso nelle sottoprefetture di Kouassi-Kouassikro e Mékro.